# Declaração das Associações Maçônicas
A Declaração das Associações Maçônicas é uma declaração da Congregação para a Doutrina da Fé, reiterando a proibição dos católicos de se unirem às organizações maçônicas. Seu título em latim é Declaratio de associationibus massonicis. O documento afirma que os católicos que se juntam às organizações maçônicas estão em estado de grave pecado e podem não receber a Santa Comunhão. Foi publicado em 1983 pelo prefeito da congregação, Joseph Cardinal Ratzinger, que se tornou o papa Bento XVI em 19 de abril de 2005. 

## História do direito canônico sobre a Maçonaria
O direito canônico católico proíbe a participação em organizações maçônicas desde 1738, com a bula papal do papa Clemente XII In eminenti apostolatus. Os papas posteriores continuaram a proibir a associação maçônica nos séculos XVIII e XIX. Quando o direito canônico foi codificado no Código de Direito Canônico de 1917, essas proibições existentes foram preservadas no código, especialmente no Cânon 2335. O código de 1917 proíbe os católicos, sob pena de excomunhão, de se matricularem em associações maçônicas ou outras associações semelhantes. 
 Cânon 2335: Afiliação a sociedades maçônicas ou similares. Aqueles que se juntam a uma seita maçônica ou a outras sociedades do mesmo tipo, que conspiram contra a Igreja ou contra a autoridade civil legítima, incorrem ipso facto numa excomunhão simplesmente reservada à Santa Sé. [p. 924] 
 O Código de Direito Canônico de 1983 substituiu o Código de 1917. A menção específica da Maçonaria foi omitida no novo código. A participação em organizações que "conspiram contra a Igreja", no entanto, é proibida. 
 Cânon 1374: Uma pessoa que ingressa em uma associação que conspirar contra a Igreja deve ser punida com uma justa penalidade; quem promove ou toma posse em tal associação deve ser punido com um interdito. 
 No código de 1917, a Maçonaria foi especificamente mencionada, mas no código de 1983 não foi. Como a nova lei canônica não mencionou especificamente a Maçonaria, quaisquer questões ou perguntas sobre católicos romanos com associações maçônicas foram esclarecidas por este documento, que afirma que "o julgamento negativo da Igreja em relação às associações maçônicas permanece inalterado, pois seus princípios sempre foi considerado inconciliável com a doutrina da Igreja e, portanto, a participação nelas permanece proibida. Os fiéis que se matriculam em associações maçônicas estão em estado de grave pecado e podem não receber a Santa Comunhão". 

## Status legal
A relevância da declaração sob o direito canônico não é clara. A lei da Cânon permite um processo pelo qual as disposições do código são interpretadas com autoridade. Entretanto, argumentou-se que a declaração não pode ser considerada uma interpretação autorizada do cânon 2335, proibindo a participação em organizações que conspiram contra a Igreja, uma vez que não faz referência a ela. Além disso, a declaração não foi emitida pela autoridade que emitiu a disposição legal que interpreta, o que também põe em dúvida a opinião de que o cânon 2335 é interpretado com autoridade. Portanto, ainda não está claro, mesmo sob a declaração, se a filiação à Maçonaria é, por si só, proibida aos católicos sob o direito canônico. 

## Análise adicional
Para uma análise de como os bispos investigaram a Maçonaria e algumas de suas descobertas, consulte a Carta aos Bispos dos EUA sobre Maçonaria, datada de 19 de abril de 1985 pelo cardeal Bernard Law. 